# Aguas Santas (Palas de Rey)
Aguas Santas (llamada oficialmente San Xurxo de Augas Santas) es una parroquia española del municipio de Palas de Rey, en la provincia de Lugo, Galicia.

## Otras denominaciones
La parroquia también es conocida por el nombre de San Xurxo de Aguassantas.

## Organización territorial
La parroquia está formada por veintidós entidades de población:
- Alvite
- Bistulfe
- Bouzachás
- Camoira
- Carballedo
- Cebral
- Cernada (A Cernada)
- Chancela
- Codeseda
- Condado (O Condado)
- Couto (O Couto)
- Devesa (A Devesa)
- Fonte de Cervos
- Fontefría
- Leboreira (A Leboreira)
- Montecelo
- Pena do Boi Louro
- Requián (O Requián)
- Ribadal
- San Xorxe (San Xurxo)
- Sucastro
- Vilariño

## Demografía
| Gráfica de evolución demográfica de Aguas Santas entre 2000 y 2020 |
|                                                                    |
| Datos según el nomenclátor publicado por el INE.                   |